# Centre Island (Nowy Jork)
Centre Island – wieś w Stanach Zjednoczonych, w stanie Nowy Jork, w hrabstwie Nassau. Pomimo swojej nazwy, w rzeczywistości jest półwyspem.